# Herbert Warnke
Herbert Warnke, ps. Peter Herbert (ur. 24 lutego 1902 w Hamburgu, zm. 26 marca 1975 w Berlinie) – niemiecki działacz związkowy i komunistyczny; wschodnioniemiecki przewodniczący FDGB i członek Biura Politycznego Komitetu Centralnego SED.

## Życiorys
Urodził się w mieszkaniu piwnicznym w Hamburgu w rodzinie ojca murarza i matki gospodyni domowej. Uczęszczał do szkoły podstawowej. Był gońcem w jednym z banków i w księgarni (1916-1920), praktykował w zawodzie nitownika (1920-1924), zatrudnionym w stoczni Blohm & Voss w Hamburgu (1924-1930), i bezrobotnym (1930–1931). W 1923 wstąpił do KPD i Federacji Niemieckich Związków Metalowych (Deutschen Metallarbeiterverbandes) (1924-1928). Był przewodniczącym rady zakładowej w stoczni Blohm & Voss (1929-1930), a następnie sekretarzem komitetu okręgowego Rewolucyjnego Związku Zawodowego Opozycji  (Revolutionären Gewerkschaftsopposition) w Bremie, sekretarzem do spraw związkowych w Komitecie Okręgowym KPD w Weser-Ems i deputowanym do Reichstagu (1932-1933).
Pełnił funkcję sekretarza Czerwonej Federacji Związków Zawodowych (Roten Gewerkschaftsinternationale) w Saarbrücken i Paryżu (1933-1935); przebywał w Moskwie, był funkcjonariuszem KPD w Kopenhadze (1936-1938), internowano go w obozie w Långmora w Szwecji(1939-1943). Pełnił rolę redaktora naczelnego czasopisma „Der Weg ins Leben”. Działał w Wolnym Niemieckim Związku Kulturalnym (Freien Deutschen Kulturbundes in Schweden).
Po powrocie do Niemiec w 1945, został przewodniczącym zarządu FDGB Meklemburgii-Pomorza Przedniego (1946-), przewodniczącym FDGB (1948-1975). Od 1949 był członkiem kierowniczych gremiów partyjnych SED, zastępcą członka (1953-) i członkiem Biura Politycznego KC SED (1958-1975), jak i deputowanym do Izby Ludowej NRD (Volkskammer) (1949-1975). Był członkiem Rady Państwa NRD (1971-1975). Pełnił też funkcje kierownicze w Światowej Federacji Związków Zawodowych, m.in. został jej wiceprezydentem (1953-1969).
Z racji sprawowanych funkcji był „skoszarowany” w partyjno-rządowych osiedlach kierownictwa NRD – początkowo wokół Majakowskiring w Berlinie-Pankow, następnie na Osiedlu Leśnym pod Bernau. Jego urna została umieszczona na Cmentarzu Centralnym Friedrichsfelde w Berlin-Lichtenberg.